# G-Hot es geschafft
G-Hot es geschafft – singiel promujący album rapera G-Hot pod tytułem Aggrogant. Do utworu został nakręcony niskobudżetowy klip, w którym gościnnie rapuje Fler.